# Вашингтон, Дуэйн
Дуэйн Алонзо Вашингтон (англ. Dwayne Alonzo Washington; 6 января 1964, Бруклин, Нью-Йорк, США — 20 апреля 2016, Бронкс, Нью-Йорк, США) — американский профессиональный баскетболист.

## Ранние годы
Вашингтон родился в Бруклине, самом густонаселённом боро Нью-Йорка (западная часть острова Лонг-Айленд), учился в Бруклинской школе Бойз-энд-Гёлз, в которой играл за местную баскетбольную команду. В 1983 году он принимал участие в игре McDonald’s All-American, в которой принимают участие лучшие выпускники школ США и Канады.

## Студенческая карьера
В 1986 году Дуэйн закончил Сиракьюсский университет, где в течение трёх лет играл за команду «Сиракьюс Орандж», в которой провёл успешную карьеру, набрав в итоге 1490 очков, 253 подбора, 220 перехватов и 6 блок-шотов. При Вашингтоне «Орандж» один раз выигрывали регулярный чемпионат конференции Big East (1986), а также три раза выходили в плей-офф студенческого чемпионата США, однако дальше регионального полуфинала (1/8 финала турнира NCAA) не проходили (1984—1986).

## Карьера в НБА
Играл на позиции разыгрывающего защитника. В 1986 году был выбран на драфте НБА под 13-м номером командой «Нью-Джерси Нетс». Позже выступал за команды «Майами Хит», «Рапид-Сити Триллерс» (КБА) и «Сан-Хосе Джаммерс» (КБА). Всего в НБА провёл 3 сезона. В 1985 году включался во 2-ю всеамериканскую сборную NCAA. Всего за карьеру в НБА сыграл 194 игры, в которых набрал 1660 очков (в среднем 8,6 за игру), сделал 370 подборов, 733 передачи, 256 перехватов и 15 блок-шотов.
Свои лучшие годы в качестве игрока НБА Вашингтон провёл в «Нетс», в рядах которых он выступал на протяжении двух сезонов (1986—1988). Самым лучшим в его карьере был сезон 1987/1988 годов, в котором он сыграл в 68 играх, набирая в среднем за матч 9,3 очка и делая 1,7 подбора, 3,0 передачи, 1,3 перехвата и 0,1 блок-шота. В 1988 году он был выставлен своим клубом на драфт расширения НБА, на котором 23 июня был выбран под 17-м номером новообразованной командой «Майами Хит».

## Карьера в сборной США
В 1983 году Вашингтон стал в составе сборной США победителем чемпионата мира по баскетболу среди юношей до 19 лет в Пальма-де-Мальорка, обыграв в финале сборную СССР (82:78).

## Смерть
Дуэйн Вашингтон умер 20 апреля 2016 года в Бронксе после того, как прошлым летом ему был поставлен диагноз — опухоль головного мозга.

## Статистика

### Статистика в НБА
| Сезон                                                                                    | Команда    | Регулярный сезон | Регулярный сезон | Регулярный сезон | Регулярный сезон | Регулярный сезон | Регулярный сезон | Регулярный сезон | Регулярный сезон | Регулярный сезон | Регулярный сезон | Регулярный сезон | Серия плей-офф | Серия плей-офф | Серия плей-офф | Серия плей-офф | Серия плей-офф | Серия плей-офф | Серия плей-офф | Серия плей-офф | Серия плей-офф | Серия плей-офф | Серия плей-офф |
| Сезон                                                                                    | Команда    | GP               | GS               | MPG              | FG%              | 3P%              | FT%              | RPG              | APG              | SPG              | BPG              | PPG              | GP             | GS             | MPG            | FG%            | 3P%            | FT%            | RPG            | APG            | SPG            | BPG            | PPG            |
| ---------------------------------------------------------------------------------------- | ---------- | ---------------- | ---------------- | ---------------- | ---------------- | ---------------- | ---------------- | ---------------- | ---------------- | ---------------- | ---------------- | ---------------- | -------------- | -------------- | -------------- | -------------- | -------------- | -------------- | -------------- | -------------- | -------------- | -------------- | -------------- |
| 1986/87                                                                                  | Нью-Джерси | 72               | 61               | 22,2             | 47,8             | 16,7             | 78,4             | 1,8              | 4,2              | 1,3              | 0,1              | 8,6              | Не участвовал  | Не участвовал  | Не участвовал  | Не участвовал  | Не участвовал  | Не участвовал  | Не участвовал  | Не участвовал  | Не участвовал  | Не участвовал  | Не участвовал  |
| 1987/88                                                                                  | Нью-Джерси | 68               | 10               | 20,3             | 44,8             | 22,4             | 69,8             | 1,7              | 3,0              | 1,3              | 0,1              | 9,3              | Не участвовал  | Не участвовал  | Не участвовал  | Не участвовал  | Не участвовал  | Не участвовал  | Не участвовал  | Не участвовал  | Не участвовал  | Не участвовал  | Не участвовал  |
| 1988/89                                                                                  | Майами     | 54               | 8                | 19,7             | 42,4             | 7,1              | 78,8             | 2,3              | 4,2              | 1,4              | 0,1              | 7,6              | Не участвовал  | Не участвовал  | Не участвовал  | Не участвовал  | Не участвовал  | Не участвовал  | Не участвовал  | Не участвовал  | Не участвовал  | Не участвовал  | Не участвовал  |
|                                                                                          | Всего      | 194              | 79               | 20,8             | 45,2             | 18,4             | 74,6             | 1,9              | 3,8              | 1,3              | 0,1              | 8,6              | Не участвовал  | Не участвовал  | Не участвовал  | Не участвовал  | Не участвовал  | Не участвовал  | Не участвовал  | Не участвовал  | Не участвовал  | Не участвовал  | Не участвовал  |
| Наведите курсор мыши на аббревиатуры в заголовке таблицы, чтобы прочесть их расшифровку. |            |                  |                  |                  |                  |                  |                  |                  |                  |                  |                  |                  |                |                |                |                |                |                |                |                |                |                |                |